# Anania ieralis
Anania ieralis is een vlinder uit de familie van de grasmotten (Crambidae), uit de onderfamilie van de Pyraustinae. De wetenschappelijke naam van deze soort is voor het eerst voorgesteld als Hapalia ieralis door William James Kaye in een publicatie uit 1925.
De soort komt voor in Trinidad.